# Pseudosphaeroma
Pseudosphaeroma är ett släkte av kräftdjur. Pseudosphaeroma ingår i familjen klotkräftor.
Kladogram enligt Catalogue of Life:
| Pseudosphaeroma | \| \| Pseudosphaeroma barnardi \| \| \| \| \| \| Pseudosphaeroma callidum \| \| \| \| \| \| Pseudosphaeroma campbellense \| \| \| \| \| \| Pseudosphaeroma jakobii \| \| \| \| \| \| Pseudosphaeroma lundae \| \| \| \| \| \| Pseudosphaeroma platense \| \| \| \| \| \| Pseudosphaeroma tuberculatum \| \| \| \| |
|                 | \| \| Pseudosphaeroma barnardi \| \| \| \| \| \| Pseudosphaeroma callidum \| \| \| \| \| \| Pseudosphaeroma campbellense \| \| \| \| \| \| Pseudosphaeroma jakobii \| \| \| \| \| \| Pseudosphaeroma lundae \| \| \| \| \| \| Pseudosphaeroma platense \| \| \| \| \| \| Pseudosphaeroma tuberculatum \| \| \| \| |
|                 | Pseudosphaeroma barnardi |
|                 | |
|                 | Pseudosphaeroma callidum |
|                 | |
|                 | Pseudosphaeroma campbellense |
|                 | |
|                 | Pseudosphaeroma jakobii |
|                 | |
|                 | Pseudosphaeroma lundae |
|                 | |
|                 | Pseudosphaeroma platense |
|                 | |
|                 | Pseudosphaeroma tuberculatum |
|                 | |